# Kazuichi Hanawa
Kazuichi Hanawa (花輪和一?, Hanawa Kazuichi; Yorii, 17 aprile 1947) è un fumettista giapponese.

## Biografia
Artista autodidatta, fuori dal manga mainstream, Hanawa nel corso degli anni ha goduto di un seguito in costante crescita. Il suo primo lavoro,Kan no Mushi (かんのむし?) ,apparso sulla rivista Garo nel 1971 è il racconto di un ragazzo irrimediabilmente cattivo la cui madre lo porta da un sadico agopuntore per una cura , alla maniera di questo, le prime opere, come Tatakau onna (戦う女?) o Nikuyashiki (肉屋敷?), rientrano in parte nel genere ero guro, con sfondi dettagliati che ricordano lo stile Yoshiharu Tsuge e del pittore e illustratore Hikozō Itō (伊藤彦造?) e una sequela di personaggi disegnati in stili sia realistici che deformi si rivelano essere lavori fortemente contrassegnati dall'inquietante e il surreale, pieni di raffigurazioni di sadismo estremo e degrado umano.
Dopo la morte della madre, nei primi anni ottanta, Hanawa smise di disegnare manga e si ritirò nella sua città natale nella campagna di Saitama. Lì visse da contadino mentre leggeva opere su buddhismo, storia, meditazione e psicologia. Fu lo scrittore e saggista Hiroshi Yaku che lo fece tornare al manga con una opera per il primo numero della rivista Comic Baku . Da questo momento prende il via una trasformazione stilistica e tematica, con immersioni nel buddhismo esoterico, nelle antiche leggende, le tradizioni locali e il soprannaturale. Aggiunge un tocco di fantasia fantascientifica, dando alla sua opera un’atmosfera straniante e unica, contaminando in chiave postmoderna il Giappone medievale, particolarmente del periodo Heian. Il suo stile artistico esotico e decadente si evolve, le pagine sono estremamente dettagliate con ampie campiture nere, i volti hanno la forma allungata dello stile ukio-e, rifacendosi, per l’estetica cruenta, alle opere dell’incisore Tsukiyoka Yoshitoshi.
(Dichiarazione raccolta da Frederik L. Schodt in Dreamland Japan: Writings on Modern Manga pag.153)
Nel 1994 viene arrestato per possesso illegale di arma da fuoco. Dopo tre anni di prigione realizza il manga  Keimusho no Naka (刑務所の中?)  dove descrive, con dettagli elaborati e straordinario realismo, la vita carceraria dalla rappresentazione scrupolosa della cella, alla vita di gruppo, ai pasti quotidiani, ecc. È un'opera che rappresenta una grande rivoluzione nel watakushi manga ( manga dell'io) realizzando un manga informativo e minuzioso sulla vita carceraria.
Dal 1998, Hanawa lavora per il periodico AX, il successore di Garo. Il suo lavoro è stato tradotto in inglese, spagnolo, portoghese, francese e italiano.

## Opere

### Pubblicate in Giappone
- Mokuzou Motar-no Oukoku ― Garo 20-nenshi ( 木造モルタルの王国―ガロ20年史?), Serindo, 1984, ISBN 978-4792601324.
- Akai Hi Yoru  ( 赤ヒ夜?), Serindo, 1985, ISBN 978-4792601324.
- Ukigusa Kagami  ( 浮草鏡?), Futabasha, 1987, ISBN 978-4575930641.
- Tensui  ( 天水?), Kodansha, 1994, ISBN 978-4063346664.
- Suzakumon  (朱雀門?), Seirin Kōgeisha, 1998, ISBN 978-4883790043.
- Keimusho no Naka  ( 刑務所の中?), Kōdansha, 1999, ISBN 978-4063703146.
- Keimusho no Mae  ( 刑務所の前?), Shogakukan, 2002, ISBN 978-4091867414.
- Fujoubutsu Reidoujo  ( 不成仏霊童女 続?), Bunkasha, 2004, ISBN 978-4821183999.
- Kazewarashi  ( 風童?), Shogakukan, 2013, ISBN 978-4091853189.
- Mizuho-Zoushi  ( みずほ草紙?) 4 volumi, Shogakukan, 2013, ISBN 978-4091853196.
- Juso  (呪詛?), Kadokawa Shoten, 2014, ISBN 978-4041024355.
- Noroi no Toshi Densetsu Monster  ( 呪いの都市伝説モンスタ?), Kōdansha, 2017, ISBN 978-4063933048.
- Fūsui petto ( 風水ペット(1) ?), Shogakukan, 2017, ISBN 978-4098600359.

### Pubblicate in Italia
- Prima della prigione, collana Maschera gialla, Coconino Press, 4 luglio 2003, ISBN 978-8888063782.
- In prigione, collana Maschera gialla, Coconino Press, 19 novembre 2003, ISBN 978-8888063935.

### Pubblicate in Francia
- Dans la prison, Ego comme X, 1º febbraio 2005, ISBN 978-2910946388.
- Avant la prison, Coconino Press, 6 luglio 2006, ISBN 978-2910946388.
- Tensui, l'Eau céleste, Tome 1, collana Sakka, Casterman, 22 marzo 2005, ISBN 978-2203373228.
- Tensui, l'Eau céleste, Tome 2, collana Sakka, Casterman, 24 agosto 2005, ISBN 978-2203373280.
- La fille fantôme, collana Sakka, Casterman, 9 aprile 2008, ISBN 978-2203373495.
- Contes du Japon d'Autrefois, collana Sensei, Kana, 11 aprile 2008, ISBN 978-2505003335.
- Contes fantastiques, collana Sensei, Kana, 4 settembre 2008, ISBN 978-2505003175.
- La demeure de la chair, Le Lézard Noir, 14 novembre 2013, ISBN 978-2353480562.